# فاغنر سيلفا
فاغنر سيلفا (بالبرتغالية: Rafael Vágner Dias Silva‏) هو لاعب كرة قدم برازيلي في مركز الدفاع، ولد في 9 يونيو 1983 في بيتيم في البرازيل. لعب مع أتلتيكو مينيرو وبوتافوغو ريغاتاس ونادي باهيا ونادي كوريتيبا ونادي ناوتيكو.